# (36828) 2000 ST94
2000 ST94 (asteroide 36828) é um asteroide da cintura principal. Possui uma excentricidade de 0.16512040 e uma inclinação de 7.42901º.
Este asteroide foi descoberto no dia 23 de setembro de 2000 por LINEAR em Socorro.